# Volba izraelského prezidenta 1998

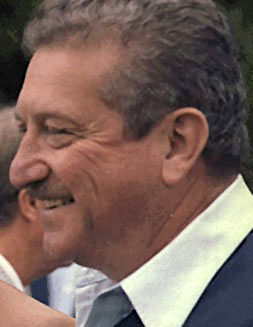
Vítězem voleb se stal dosavadní prezident Ezer Weizman

Volba izraelského prezidenta se v Knesetu konala 4. března 1998 po vypršení prvního pětiletého funkčního období Ezera Weizmana. Ten se rozhodl na funkci opětovně kandidovat a poprvé v dějinách Izraele se obhajujícímu prezidentovi do voleb postavil protikandidát, kterým byl Ša'ul Amor z Likudu. Weizman však již v prvním kole získal většinovou podporu 63 poslanců, proti 49 pro Amora.

## Kandidáti
- Ezer Weizman – dosavadní prezident, bývalý velitel Izraelského vojenského letectva, poslanec a ministr obrany, architekt mírové smlouvy s Egyptem a synovec prvního prezidenta Chajima Weizmanna
- Ša'ul Amor – dlouholetý starosta Migdal ha-Emek, poslanec a později velvyslanec v Belgii a ministr bez portfeje

V souvislosti s volbou byl jako kandidát navržen i fyzik Herman Branover. Ten však nezískal dostatečnou podporu pro to, aby mohl kandidovat.

## Výsledky
| kandidát         | hlasů |
| ---------------- | ----- |
| Ezer Weizman     | 63    |
| Ša'ul Amor       | 49    |
| prázdných lístků | 7     |
| nehlasoval       | 1     |
| celkem           | 120   |